# Муркрофт
Муркрофт (англ. Moorcroft) — місто (англ. town) в США, в окрузі Крук штату Вайомінг. Населення — 946 осіб (2020).

## Географія
Муркрофт розташований за координатами 44°15′52″ пн. ш. 104°56′51″ зх. д. / 44.26444° пн. ш. 104.94750° зх. д. (44.264483, -104.947564).  За даними Бюро перепису населення США в 2010 році місто мало площу 3,27 км², уся площа — суходіл.

### Клімат
| Клімат : Муркрофт        | Клімат : Муркрофт | Клімат : Муркрофт | Клімат : Муркрофт | Клімат : Муркрофт | Клімат : Муркрофт | Клімат : Муркрофт | Клімат : Муркрофт | Клімат : Муркрофт | Клімат : Муркрофт | Клімат : Муркрофт | Клімат : Муркрофт | Клімат : Муркрофт | Клімат : Муркрофт |
| Показник                 | Січ.              | Лют.              | Бер.              | Квіт.             | Трав.             | Черв.             | Лип.              | Серп.             | Вер.              | Жовт.             | Лист.             | Груд.             | Рік               |
| Абсолютний максимум, °C  | 18,9              | 20,0              | 25,6              | 31,7              | 34,4              | 41,7              | 42,2              | 40,6              | 38,3              | 32,2              | 25,0              | 18,9              | 42,2              |
| Середній максимум, °C    | 0,0               | 1,7               | 7,2               | 12,2              | 17,8              | 23,9              | 30,0              | 29,4              | 22,8              | 14,4              | 6,1               | 0,6               | 13,9              |
| Середня температура, °C  | −5,8              | −4,2              | 0,8               | 5,3               | 10,6              | 16,4              | 21,4              | 20,6              | 14,4              | 6,9               | 0,0               | −5,8              | 6,8               |
| Середній мінімум, °C     | −11,7             | −10               | −5,6              | −1,7              | 3,3               | 8,9               | 12,8              | 11,7              | 6,1               | −0,6              | −6,1              | −12,2             | −0,4              |
| Абсолютний мінімум, °C   | −38,3             | −41,7             | −32,2             | −20               | −15,6             | −5                | −1,7              | −2,2              | −8,3              | −27,2             | −32,2             | −43,3             | −43,3             |
| Норма опадів, мм         | 8                 | 9                 | 21                | 36                | 63                | 52                | 50                | 39                | 25                | 33                | 12                | 8                 | 356               |
| ------------------------ | ----------------- | ----------------- | ----------------- | ----------------- | ----------------- | ----------------- | ----------------- | ----------------- | ----------------- | ----------------- | ----------------- | ----------------- | ----------------- |
| Джерело: Weather Channel |                   |                   |                   |                   |                   |                   |                   |                   |                   |                   |                   |                   |                   |

## Демографія
Згідно з переписом 2010 року, у місті мешкало 1009 осіб у 392 домогосподарствах у складі 254 родин. Густота населення становила 308 осіб/км².  Було 442 помешкання (135/км²).
Расовий склад населення:
| - 96,7 % — білих - 0,9 % — корінних американців - 0,1 % — азіатів - 1,0 % — осіб інших рас |

До двох чи більше рас належало 1,3 %. Частка іспаномовних становила 4,5 % від усіх жителів.
За віковим діапазоном населення розподілялося таким чином: 30,3 % — особи молодші 18 років, 60,0 % — особи у віці 18—64 років, 9,7 % — особи у віці 65 років та старші. Медіана віку мешканця становила 32,6 року. На 100 осіб жіночої статі у місті припадало 99,0 чоловіків;  на 100 жінок у віці від 18 років та старших — 99,2 чоловіків також старших 18 років.
Середній дохід на одне домашнє господарство  становив 66 793 долари США (медіана — 60 750), а середній дохід на одну сім'ю — 69 579 доларів (медіана — 64 583). За межею бідності перебувало 10,4 % осіб, у тому числі 15,3 % дітей у віці до 18 років та 0,0 % осіб у віці 65 років та старших.
Цивільне працевлаштоване населення становило 475 осіб. Основні галузі зайнятості: сільське господарство, лісництво, риболовля — 21,5 %, освіта, охорона здоров'я та соціальна допомога — 18,3 %, транспорт — 12,8 %, будівництво — 12,2 %.
За даними перепису 2000 року,
на території муніципалітету мешкало 807 людей, було 325 садиб та 219 сімей.
Густота населення становила 283,3 осіб/км². Було 375 житлових будинків.
З 325 садиб у 34,5% проживали діти до 18 років, подружніх пар, що мешкали разом, було 56,0 %,
садиб, у яких господиня не мала чоловіка — 7,7 %, садиб без сім'ї — 32,6 %.
Власники 25,8 % садиб мали вік, що перевищував 65 років, а в 9,8 % садиб принаймні одна людина була старшою за 65 років.
Кількість людей у середньому на садибу становила 2,48, а в середньому на родину 3,04.
Середній річний дохід на садибу становив 36 953 доларів США, а на родину — 41 484 доларів США.
Чоловіки мали дохід 32 109 доларів, жінки — 19 632 доларів.
Дохід на душу населення був 16 476 доларів.
Приблизно 2,6 % родин та 5,2 % населення жили за межею бідності.
Серед них осіб до 18 років було 4,5 %, і понад 65 років — 7,2 %.
Середній вік населення становив 36 років.